# Juan Pablo Raies
Juan Pablo Raies, né le 20 novembre 1970, est un pilote de rallyes argentin.

## Biographie
Ce pilote participe régulièrement au rallye d'Argentine WRC depuis 1992 (les trois premières fois sur Renault 18 GTX).
En WRC, il a terminé au classement général une fois 11e (Argentine 1993), et deux fois 12e, aux rallyes d'Argentine et du Mexique en 2007.
Luís Pérez Companc, frère du pilote Jorge Pérez Companc, est son propre copilote depuis 2001.

## Palmarès
- Champion d'Amérique du Sud des Rallyes (CODASUR): 2005 (copilote son compatriote Jorge Perez Companc, sur Ford Focus du Groupe A8, au terme d'une saison incluant sept épreuves: le Rallye Rio Ceballos d'Argentine, le Rallye Villarica du Paraguay, le Rallye Santa Cruz de Bolivie, le Rallye Bento du Brésil, le Rallye Huancayo du Pérou, le Rallye Concepción d'Argentine, et le Rallye Santiago del Chile (le rallye Punta del Este uruguayen étant annulé cette année-là), devant son compatriote Raúl Martinez;
- Vice-champion d'Amérique du Sud des Rallyes (Codasur): 2006 (copilote J.Perez Companc, sur Ford Focus, Gr.A8.

### 6 victoires en Codasur
Saison 2006 : 
- Rallye Rio Ceballos (en) d'Argentine (Sierras de Córdoba) ;
- Rallye Santa Cruz de Bolivie ;
- Rallye Huancayo du Pérou ;
- Rallye Rio Negro en Argentine ;
  - 2e du rallye Encarnación du Paraguay ;
  - 2e du rallye Punta del Este d'Uruguay.

Saison 2005 :
- Rallye d'Argentine à Concepción ;
- Rallye Santiago del Chile ; 
  - 2e du rallye Villarica du Paraguay ;
  - 2e du rallye Santa Cruz de Bolivie ;
  - 2e du rallye Bento du Brésil.

Saison 2004 :
- - 2e du rallye Erechim du Brésil.